# Chongwe
Chongwe – miasto w Zambii, w prowincji Lusaka. W roku 2000 liczyło 5 224 mieszkańców, a według szacunków na rok 2013 liczba mieszkańców wynosiła 7 463.